# Suluk
Suluk is een bestuurslaag in het regentschap Madiun van de provincie Oost-Java, Indonesië. Suluk telt 2978 inwoners (volkstelling 2010).